# Reina (Galiläa)
Reina (arabisch الرينة, DMG ar-Raynah, hebräisch רֵינָה Rejnah, andere Schreibweisen: Al-Raineh, Er-Reinah, Reine, Renie, Rene, Reneh, Réni) ist eine arabische Ortschaft im israelischen Galiläa, auf halbem Wege zwischen Kana und Nazareth. Der Ort hat 18.891 Einwohner (Stand 2018). In der Vergangenheit galt Reina als eines der christlich-arabischen Dörfer im Umland von Nazareth. Gegenwärtig (Stand 2004) sind etwa 20 % der Bevölkerung Christen, 80 % sind Muslime.

## Öffentliche Gebäude
- Kommunalverwaltung (Local Council)
- Jmahrih-Schule
- Schule des Lateinischen Patriarchats[4], sie hat aktuell 862 Schüler, 689 davon sind Christen.[3]
- Kindergarten des Lateinischen Patriarchats

## Kirchen
- St. Georg der griechisch-orthodoxen Metropolie Nazareth und Ganz Galiläa
- Zur Heiligen Familie (كنيسة العائلة المقدسة الأسقفية)[5] des anglikanischen Bistums Jerusalem
- Kirche der Brethren Assembly
- Hl. Joseph der Arbeiter des Lateinischen Patriarchats Jerusalem[6]
- Unsere Liebe Frau von Galiläa der melkitisch-katholischen Erzeparchie Akka

## Geschichte
Ulrich Jasper Seetzen bemerkte 1806 auf seinem Ritt von Kana (Kuffr Kénneh) nach Nazareth auch ein Dorf, das er Réni nennt, „wo eine Quelle ist. Die Bauern bestehen zur Hälfte aus Mohammedanern, zur andern Hälfte aus griechischen Christen.“
Das Erdbeben, das in Galiläa am 1. Januar 1837 schwere Schäden anrichtete, machte das Dorf Reina zu einem Trümmerhaufen. Etwa 200 Menschen starben allein in diesem Dorf.
Edward Robinson fand in Reina 1852 die griechisch-orthodoxe Georgskirche vor; zu den Muslimen schreibt er: „In jedem Dorfe ist ein Haus, das als Moschee gebraucht wird.“ Titus Tobler nennt ein Jahrzehnt später eine Filialkirche der von Johannes Zeller in Nazareth eingerichteten evangelischen Mission; den Gottesdienst feierte man in arabischer Sprache nach der anglikanischen Liturgie. Nachdem in Reina 1863 ein deutscher Katechet den Gottesdienst feierte, übernahmen arabische Christen, darunter ein gewisser Kawat, später diese Aufgabe. Die Kirchenmitglieder waren von der griechisch-orthodoxen zur anglikanischen Kirche konvertiert, was für Spannungen sorgte.
Im Jahr 1878 wurde die römisch-katholische Parochie St. Joseph gegründet, zusammen mit einer Schule für Jungen, der 1922 eine Schule für Mädchen folgte.
1887 lebten in Reina insgesamt 1150 Menschen, Christen und Muslime. Nach dem Zensus von 1922 war Reina ein Dorf mit 423 christlichen und 324 muslimischen Einwohnern.
1927 wurde Galiläa wieder von einem Erdbeben betroffen, und Reina war der am meisten zerstörte Ort. 1945 lebten hier 790 Muslime und 500 Christen. In den 1950er Jahren entstand als Folge des letzten Erdbebens ein neuer Ortsteil, in den besonders die christliche Bevölkerung zog. Die römisch-katholische Kirche trug dem Rechnung, indem sie Land in Neu-Reina kaufte und hier eine Kirche baute, die den Namen Hl. Joseph der Arbeiter erhielt.
Für die Gründung der Stadt Nazareth ʿIllit (seit 2019 Nof HaGalil genannt) konfiszierten die israelischen Behörden 1957 Land unter anderem von den Dörfern Reina und Ein Mahil.
Innerhalb der griechisch-orthodoxen Gemeinde von Reina gibt es erhebliche Spannungen wegen der Landverkäufe durch das Patriarchat. Als Theophilos III von Jerusalem am 8. Oktober 2017 in der orthodoxen Georgskirche von Reina die Göttliche Liturgie feiern wollte, wurde er vor der Kirche von Hunderten protestierenden Gemeindegliedern empfangen; nur einige Dutzend folgten ihm in den Kirchenraum, um am Gottesdienst teilzunehmen.

## Sehenswürdigkeiten
Für Palästinareisende auf der Suche nach Altertümern gab es nach dem Erdbeben in Reina nicht mehr viel zu entdecken: „Man sieht einen steinernen Sarkophag, dergleichen später häufig zu Wassertrögen dienten...“ Es gab eine alte Wasserleitung, die aber beim Erdbeben ganz zerstört wurde.

## Archäologische Fundplätze
Bekannt wurde Reina im Sommer 2017 durch die archäologischen Grabungen, die unter Leitung von Yonatan Adler (Ariel University) dort stattfanden. Die israelische Altertümerbehörde untersuchte das Gelände, auf dem ein kommunales Sportzentrum gebaut werden soll. Yonatan Adler hatte an der national-religiösen Jeschivah Merkaz HaRav studiert und war 2001 zum Rabbiner ordiniert worden. Anschließend studierte er an der Bar-Ilan-Universität Archäologie; nach seinem Dissertationsthema (2011) The Archaeology of Purity: Archaeological Evidence for the Observance of Ritual Purity in Ereẓ-Israel from the Hasmonean Period until the End of the Talmudic Era (164 BCE–400 CE) ist er ein ausgewiesener Experte für die archäologischen Spuren, die die Befolgung der Reinheitsgebote hinterlässt. Adlers Team legte in Reina eine antike Steinschneiderwerkstatt frei. Kalksteingefäße sind eine Produktgruppe, die charakteristisch ist für Priesterfamilien im Umkreis des Jerusalemer Tempels, aber auch für Bevölkerungskreise (Pharisäer), die den Lebensstil der Priester in Bezug auf kultische Reinheit nachahmten. Da Kalkstein im Gegensatz zu Keramik nach dem Religionsgesetz keine kultische Unreinheit annimmt, waren Kalksteingefäße trotz ihres höheren Preises so begehrt, dass sich eine entsprechende Industrie herausbilden konnte. Die Tora legt fest, dass Keramik, die in Kontakt mit einem toten, unreinen Tier kommt (z. B. Insekt, Maus), auf keine Weise gereinigt werden kann, sondern zerbrochen werden muss (Lev 11,32–33 ). Aber die Tora erwähnt Steingefäße mit keinem Wort, und daraus schlossen die Rabbinen, dass Stein nicht kontaminiert werden konnte: „das unreine Tier hätte darauf Fandango tanzen können, und das Gefäß wäre koscher geblieben.“ Das machte die schweren, schlecht zu reinigenden Kalksteingefäße in einem auf kultische Reinheit bedachten Haushalt zu einer praktischen Sache. In Reina fanden die Archäologen eine künstliche Höhle, die sowohl als Steinbruch zur Gewinnung von Kalkstein diente, als auch als Werkstätte für die Gefäße. Die Höhlenwände zeigen noch die Bearbeitungsspuren vom Abbau des Kalksteins. Auf dem Boden fanden sich Tausende von Steinkernen, die bei der Herstellung der Gefäße als Abfall übrig blieben, sowie die Produkte in unterschiedlichen Stadien der Fertigstellung.
Ganz neu sind diese Erkenntnisse der 2017er Grabung allerdings nicht. Roland Deines nennt 1993 in seiner Studie über Kalksteingefäße folgende Werkstätten: Ḥizme (Höhle nordöstlich von Jerusalem), Abu Dis (Höhle südlich von Jerusalem) und ein „Werkstattgelände auf einer Hügelkuppe nahe dem Dorf Reina […] Bei der Herstellung wurden Drehbänke benutzt.“ Im Jahr 2001 war bei Reina eine Produktionsstätte für Kalksteingefäße in einer Höhle am Fuß des Har Yona entdeckt worden. Bei einer Grabung des Jahres 2010 wurden im Flussbett des Nachal Zippor unter den Kieseln weitere Steinkerne entdeckt, offenbar Abfall einer Steinschneiderwerkstatt. Demnach war Reina der zentrale Produktionsort dieser Warengruppe für galiläische Kunden.

## Sport
Der erst 2016 gegründete Fußballverein Maccabi Bnei Reina schaffte es, innerhalb von nur sechs Jahren von der 5. bis in die 1. israelische Liga aufzusteigen. Noch nie war ein so kleiner Klub in dieser Liga, er verfügt nicht einmal über eine eigene Spielstätte und muss seine Heimspiele am Fußballplatz des jüdischen Nachbarortes Nof HaGalil austragen. Für die Saison 2022/23 wurde der Österreicher Lukas Spendlhofer verpflichtet.